# Monastère de Rongbuk
Pour les articles homonymes, voir Rongbuk.

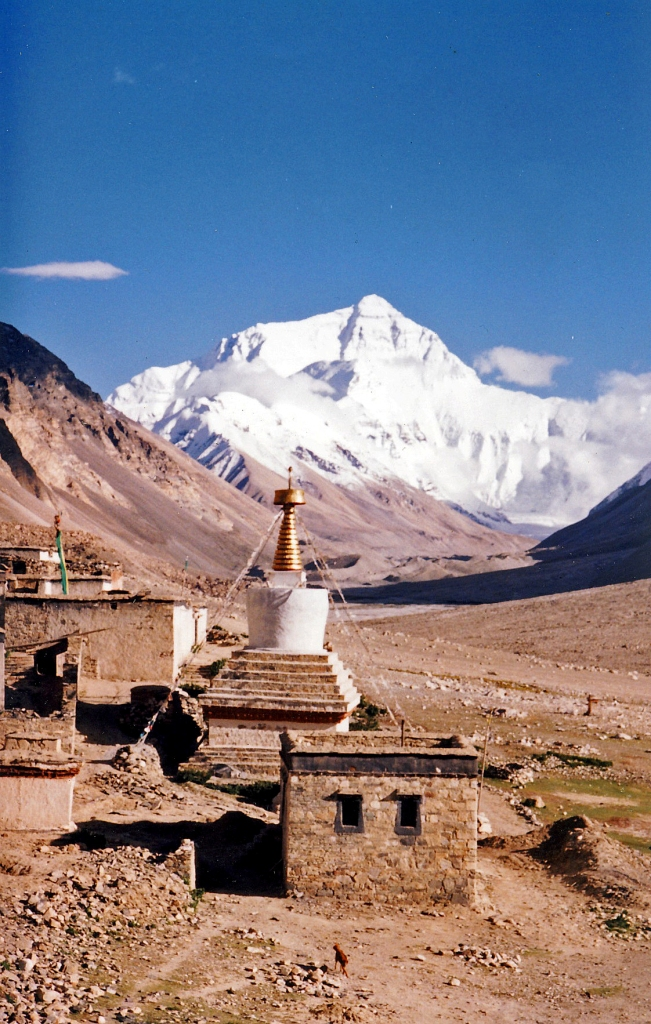
L'Everest vu depuis le monastère de Rongbuk

Le monastère de Rongbuk (tibétain : རྫ་རོང་ཕུ་དགོན་, Wylie : rdza rong phu dgon nommé aussi Rongpu, Rongphu, Rongphuk ou Rong sbug, en chinois 绒布寺) est un monastère du bouddhisme tibétain fondé en 1902 situé au pied de l'Everest à 5 019 mètres d'altitude dans le comté de Tingri de la préfecture de Chigatsé dans la région autonome du Tibet en République populaire de Chine.
Situé au pied du glacier de Rongbuk, c'est le point de départ de l'ascension de l'Everest par la face nord via le col Nord. Il est l'un des plus hauts monastères du monde, le quatrième après le Temple Selung (5 020 mètres), le monastère de Gyangdrak (5 075 mètres) et le monastère de Drirapuk (5 210 mètres).
Pour les Sherpas vivant sur le versant sud de l'Everest, dans la région du Khumbu au Népal, le monastère de Rongbuk était un important lieu de pèlerinage, accessible en quelques jours de voyage à travers l'Himalaya par le Nangpa La. Le monastère était également régulièrement visité par les premières expéditions vers l'Everest dans les années 1920 et 1930, après un voyage de cinq semaines depuis Darjeeling, dans les contreforts indiens de l'Himalaya.
La plupart des expéditions passées et actuelles pour l’ascension de l’Everest par le nord, côté tibétain, établissent leur camp de base près de la langue du glacier Rongbuk, à environ 8 km au sud du monastère.
Aujourd'hui, le monastère est accessible par la route après deux à trois heures de route depuis la "Route de l'amitié" Lhassa – Katmandou à partir de Shékar ou de Tingri.

## Histoire
Le monastère de Rongbuk a été fondé en 1902 par le lama Nyingmapa Ngawang Tenzin Norbu dans une zone de huttes et de grottes de méditation utilisées par des communautés de nonnes depuis le XVIIIe siècle. Des grottes de méditation en forme d'ermitage parsèment les murs de la falaise tout autour du complexe du monastère et également en haut et en bas de la vallée. Des murs en pierre de Mani, gravés de syllabes et de prières sacrées, bordent les chemins.
Le Lama fondateur de Rongbuk, également connu sous le nom de Zatul Rinpoché, était très respecté par les Tibétains. Même si le lama Rongbuk considérait les premiers alpinistes comme des "hérétiques", il leur accordait sa protection et leur fournissait de la viande et du thé tout en priant pour leur conversion. C'est le lama de Rongbuk qui a donné à Namgyal Wangdi, le premier sherpa népalais à atteindre le sommet de l'Everest, le nom de Ngawang Tenzin Norbu, ou Tenzing Norgay, alors qu'il était un jeune enfant.
Dans le passé, le monastère était très actif avec des enseignements bouddhistes à certaines périodes de l'année, Sakyamuni et Padmasambhava sont consacrés dans le petit temple. Il est toujours la destination de pèlerinages bouddhistes et des cérémonies annuelles sont organisées pour des personnes venant d'aussi loin que le Népal et la Mongolie. Ces cérémonies ont également lieu dans des monastères satellites fondés par le lama de Rongbuk et se déroulent encore au XXIe siècle, notamment au monastère népalais de Tengboche.
Le monastère de Rongbuk a été complètement détruit lors de la révolution culturelle en 1974 et a été laissé à l'abandon pendant plusieurs années, comme le montre une photo du photo-journaliste Galen Rowell prise en 1981. Les livres et les costumes du monastère de Rongbuk, qui avaient été mis en lieu sûr au monastère de Tengboche, ont disparu dans l'incendie de1989.
Depuis 1983, des travaux de rénovation ont été effectués et de nouvelles peintures murales ont été réalisées.